# Steven Adams (koszykarz)
Steven Funaki Adams (ur. 28 lipca 1993) – nowozelandzki koszykarz, grający na pozycji środkowego, od 2024 zawodnik Houston Rockets. 
Po jednym sezonie ze swoim rodzinnym zespołem Wellington Saints w 2011 roku, Adams przeprowadził się do Stanów Zjednoczonych w 2012 roku, aby grać w koszykówkę uniwersytecką w Pittsburghu. W czerwcu 2013 roku został wybrany przez Thunder z 12. ogólnym wyborem w drafcie NBA 2013.

## Życie prywatne
Jego ojciec, Sid, pochodził z Anglii, a matka z Tongi. Steven był najmłodszym z 18 dzieci Sida, które miał z pięcioma kobietami. Jego siostra Valerie jest złotą medalistką olimpijską w pchnięciu kulą. 

## Koszykówka
W grudniu 2011 roku ukończył Scots College w Wellington. Następnie przez jeden semestr uczęszczał do znanej szkoły Notre Dame Preparatory School. Przez ESPNU został uznany za 6 najlepszego zawodnika w roczniku 2012. W 2011 roku grał w Wellington Saints w lidze koszykarskiej w Nowej Zelandii. Zdobył nagrodę dla najlepszego debiutanta i przyczynił się do zdobycia mistrzostwa kraju.

### NCAA
Sezon 2012/13 spędził w NCAA w barwach Pittsburgh Panthers. Dostał się do drużyny najlepszych debiutantów konferencji Big East. Podczas swojego jedynego sezonu na uczelni notował średnio 7,2 punktu przy skuteczności 57,1%, a także 6,3 zbiórki i 2,0 bloku podczas 23,4 minuty gry. Jego skuteczność z gry uplasowała go na pierwszym miejscu w historii uczelni wśród graczy debiutujących. Pod względem bloków był to drugi wynik, a zbiórek szósty. Po sezonie zadeklarował przystąpienie do draftu do NBA.

### NBA
W drafcie NBA 2013 został wybrany w pierwszej rundzie z 12 numerem przez Oklahoma City Thunder. 12 lipca 2013 podpisał debiutancki kontrakt z Oklahoma City Thunder. 8 listopada 2013 zanotował pierwsze w karierze double-double, notując 17 punktów, 10 zbiórek, 2 asysty i 3 bloki w meczu przeciwko Detroit Pistons. Został wybrany do drugiej piątki debiutantów sezonu 2013/14.
24 listopada 2020 został wytransferowany przez New Orleans Pelicans. 7 sierpnia 2021 trafił w wyniku wymiany do Memphis Grizzlies.
1 lutego 2024 został wymieniony do Houston Rockets. 

## Osiągnięcia
Stan na 4 marca 2024, na podstawie, o ile nie zaznaczono inaczej.
NCAA
- Uczestnik turnieju NCAA (2013)
- Zaliczony do I składu najlepszych pierwszorocznych zawodników Big East (2013)

Inne
- Mistrz Nowej Zelandii (NBL – 2011)
- Debiutant roku NBL (2011)

NBA
- Zaliczony do II składu debiutantów NBA (2014)[11]
- Uczestnik Rising Stars Challenge (2014, 2015)

Reprezentacja
- Wicemistrz Oceanii U–16 (2009)[12]

## Statystyki w NBA
Stan na koniec sezonu 2023/24, na podstawie.

### Sezon regularny
| Sezon   | Drużyna       | M   | S5  | MPG  | FG%   | 3P%   | FT%   | RPG  | APG | SPG | BPG | PPG  |
| ------- | ------------- | --- | --- | ---- | ----- | ----- | ----- | ---- | --- | --- | --- | ---- |
| 2013/14 | Oklahoma City | 81  | 20  | 14,8 | 50,3% | –     | 58,1% | 4,1  | 0,5 | 0,5 | 0,7 | 3,3  |
| 2014/15 | Oklahoma City | 70  | 67  | 25,3 | 54,4% | 0,0%  | 50,2% | 7,5  | 0,9 | 0,5 | 1,2 | 7,7  |
| 2015/16 | Oklahoma City | 80  | 80  | 25,2 | 61,3% | –     | 58,2% | 6,7  | 0,8 | 0,5 | 1,1 | 8,0  |
| 2016/17 | Oklahoma City | 80  | 80  | 29,9 | 57,1% | 0,0%  | 61,1% | 7,7  | 1,1 | 1,1 | 1,0 | 11,3 |
| 2017/18 | Oklahoma City | 76  | 76  | 32,7 | 62,9% | 0,0%  | 55,9% | 9,0  | 1,2 | 1,2 | 1,0 | 13,9 |
| 2018/19 | Oklahoma City | 80  | 80  | 33,4 | 59,5% | 0,0%  | 50,0% | 9,5  | 1,6 | 1,5 | 1,0 | 13,9 |
| 2019/20 | Oklahoma City | 63  | 63  | 26,7 | 59,2% | 33,3% | 58,2% | 9,3  | 2,3 | 0,8 | 1,1 | 10,9 |
| 2020/21 | New Orleans   | 58  | 58  | 27,7 | 61,4% | 0,0%  | 44,4% | 8,9  | 1,9 | 0,9 | 0,7 | 7,6  |
| 2021/22 | Memphis       | 76  | 75  | 26,3 | 54,7% | 0,0%  | 54,3% | 10,0 | 3,4 | 0,9 | 0,8 | 6,9  |
| 2022/23 | Memphis       | 42  | 42  | 27,0 | 59,7% | 0,0%  | 36,4% | 11,5 | 2,3 | 0,9 | 1,1 | 8,6  |
| Razem   |               | 706 | 641 | 26,8 | 58,7% | 6,7%  | 53,6% | 8,2  | 1,5 | 0,9 | 1,0 | 9,2  |

### Play-offy
| Sezon | Drużyna       | M  | S5 | MPG  | FG%   | 3P%  | FT%   | RPG  | APG | SPG | BPG | PPG  |
| ----- | ------------- | -- | -- | ---- | ----- | ---- | ----- | ---- | --- | --- | --- | ---- |
| 2014  | Oklahoma City | 18 | 0  | 18,4 | 68,9% | –    | 34,8% | 4,1  | 0,2 | 0,1 | 1,3 | 3,9  |
| 2016  | Oklahoma City | 18 | 18 | 30,7 | 61,3% | 0,0% | 63,0% | 9,5  | 0,7 | 0,5 | 0,8 | 10,1 |
| 2017  | Oklahoma City | 5  | 5  | 31,4 | 64,3% | –    | 36,4% | 6,8  | 1,4 | 1,2 | 1,8 | 8,0  |
| 2018  | Oklahoma City | 6  | 6  | 33,3 | 58,7% | –    | 69,2% | 7,5  | 1,5 | 0,7 | 0,7 | 10,5 |
| 2019  | Oklahoma City | 5  | 5  | 31,8 | 66,7% | 0,0% | 37,5% | 7,2  | 1,4 | 1,0 | 1,0 | 11,8 |
| 2020  | Oklahoma City | 7  | 7  | 30,0 | 59,6% | 0,0% | 45,0% | 11,6 | 1,3 | 0,6 | 0,3 | 10,1 |
| 2022  | Memphis       | 7  | 5  | 16,3 | 42,9% | –    | 54,5% | 6,4  | 2,1 | 0,1 | 0,1 | 3,4  |
| Razem |               | 66 | 46 | 26,1 | 61,4% | 0,0% | 53,5% | 7,4  | 1,0 | 0,5 | 0,9 | 7,7  |